# Scary Monsters (and Super Creeps)
Scary Monsters (and Super Creeps) es el decimocuarto álbum de David Bowie, lanzado en septiembre de 1980 por RCA Records. Fue el último álbum de estudio de Bowie para esta discográfica y el primero después de la Berlin Trilogy (Low, “Heroes” y Lodger). Aunque la trilogía de Berlín se consideró relevante desde un punto de vista artístico, no lo fue así atendiendo a las ventas.
Con Scary Monsters, sin embargo, Bowie logró lo que el biógrafo David Buckley llamó "el equilibrio perfecto"; además de ser aclamado por la crítica, el álbum llegó al N°1 y se convirtió en Platino en el Reino Unido, restaurando con éxito la posición comercial de Bowie en los Estados Unidos. 
Aunque el álbum se conoce comúnmente como Scary Monsters (and Super Creeps), de acuerdo con el título de la canción, el título del álbum se encuentra escrito en la portada y contraportada del LP como Scary Monsters. . . and Super Creeps, el álbum se identifica simplemente como Scary Monsters en el lomo del LP y en la etiqueta del disco.
En el 2020 el álbum fue incluido en la lista de los 500 mejores álbumes de todos los tiempos de la revista Rolling Stone, ocupando el puesto 443.

## Antecedentes

### Grabación y producción
De acuerdo al coproductor Tony Visconti, el método de Bowie en Scary Monsters fue algo menos experimental y más preocupado con lograr un sonido comercialmente viable que en sus lanzamientos recientes: a ese fin el compositor pasó más tiempo desarrollando letras y melodías antes de grabar, en vez de improvisar música en el estudio y hacer palabras en el último minuto. Además de una versión, "Kingdom Come" de Tom Verlaine, todas las pistas serían acreditadas solo a Bowie, a diferencia de la 'Berlin Trilogy' donde mencionaba cada una de las aportaciones de sus colaboradores.
Entre esos colaboradores, Brian Eno ya no estaba presente en Scary Monsters, pero Chuck Hammer añadió múltiples capas de textura desplegando un sintetizador de guitarra. Tras su ausencia en Lodger, Robert Fripp regresó con el distintivo sonido de guitarra que había aportado para “Heroes”. El pianista de Bruce Springsteen, Roy Bittan, estuvo de vuelta para su primer álbum con Bowie desde Station to Station (1976), mientras que Pete Townshend de The Who participó en "Because You're Young". Este sería el quinto y último álbum de Bowie con la sección rítmica a cargo de Dennis Davis, Carlos Alomar y George Murray, que habían estado juntos desde Station to Station.

## Desarrollo
Bowie continuó desarrollando canciones usando métodos no tradicionales: para "It's No Game (No. 1)", desafió al guitarrista Fripp a "imaginar que estaba realizando un duelo de guitarra con B.B. King donde tenía que superar a B.B., pero hacerlo a su manera". 
"Estábamos haciendo 'Up The Hill Backwards' o 'It's No Game', y dije: '¿Alguna sugerencia?'", recordó Fripp. "Y David respondió:" ¡Ritchie Blackmore! "Debido a que David no es realmente un guitarrista, no podía darme una idea más concreta, pero sabía lo que quería decir".
"Fashion" comenzó como "Jamaica". Incapaz de pensar en algo para escribir, Bowie descartó la canción hasta el final del ciclo de grabación, cuando se transformó en la canción que aparece en el álbum. Otras pistas también comenzaron con diferentes nombres: "Ashes to Ashes" como "People Are Turning to Gold", "Teenage Wildlife" como "It Happens Everyday" y "Scream Like a Baby" como "Laser" (la letra "Scream like a baby" era cantada como "I am a laser"). "Laser" fue escrito originalmente en 1973, grabado por Ava Cherry y los Astronettes (formado por los colaboradores de Bowie, Ava Cherry y Geoff MacCormack), y presentado como demo por Bowie durante las sesiones para Young Americans en 1975. "Is There Life After Marriage? " fue completamente escrita y grabada para el álbum, pero, por razones desconocidas, nunca se lanzó. "I Feel Free" (de Cream) fue grabado "en crudo", pero no apareció en un álbum de Bowie hasta que se volvió a grabar para Black Tie White Noise de 1993.

## Estilo y temática
El primer avance para el público de Scary Monsters fue "Ashes to Ashes", lanzada como sencillo un mes antes que el álbum y que llegó al número 1 en el Reino Unido. Armada alrededor de la idea de un sintetizador de guitarra de Chuck Hammer, revisitaba al personaje de Major Tom del temprano éxito de Bowie "Space Oddity". Además de su éxito crítico y comercial como canción, el vídeo musical acompañante estableció un punto de referencia para esta nueva forma artística.
A pesar de las opulentas texturas de "Ashes to Ashes", el sonido de Bowie en el álbum fue descrito por los críticos como más duro — y con una visión más desesperada del mundo — que cualquiera de sus lanzamientos desde Diamond Dogs (1974). Esto se ejemplifica en pistas como "It's No Game (No. 1)", la pista de apertura hard rock que incluía una voz principal femenina en japonés; Scary Monsters (and Super Creeps), la pista que da nombre al álbum, corre a toda velocidad con sus prominentes efectos de percusión y el exagerado acento cockney de Bowie; el segundo sencillo "Fashion", que parecía trazar paralelismos entre la moda y la política y que tenía su propio vídeo altamente estimado, y "Scream Like a Baby", una narración acerca de un prisionero político.
Junto a "Ashes to Ashes", "Teenage Wildlife" fue quizás la letra más personal del álbum. Contra un fondo musical que adeudaba mucho a su canción “Heroes”, Bowie parecía apuntar directamente a artistas new wave, particularmente Gary Numan.
A broken-nosed mogul are you
One of the new wave boys
Same old thing in brand new drag
Comes sweeping into view
As ugly as a teenage millionaire
Pretending it’s a whiz-kid world
(Un magnate de nariz rota que eres.
Uno de los chicos de la "nueva ola".
La misma cosa vieja en nuevos trapos
Viene apabullando a la vista.
Tan feo como un millonario adolescente,
aparentando que este es un mundo de chicos listos)

## Arte de tapa
La portada de Scary Monsters incluía a Bowie en el traje de Pierrot utilizado en el video de "Ashes to Ashes", junto a una combinación de fotografías de Brian Duffy y una pintura de Edward Bell. La portada trasera del álbum en vinilo original referenciaba a cuatro álbumes previos: la precedente 'Berlin Trilogy' y a Aladdin Sane de 1973. Este último había sido también diseñado y fotografiado por Duffy. Las imágenes de portada de Low,“Heroes”, y Lodger—la última mostrando el torso de Bowie sobrepuesto en la imagen interior de Aladdin Sane—fueron reproducidas en marcos pequeños a la izquierda del listado de canciones. La apariencia encalada fue diseñada según se dice "para simbolizar el descarte de las antiguas personificaciones de Bowie". Esas imágenes no fueron reproducidas en la reedición de Rykodisc en 1992, pero fueron restauradas para la edición remasterizada de 1999 para EMI/Virgin.

## Sencillos y pistas adicionales
Siguiendo el lanzamiento de "Ashes to Ashes" en agosto de 1980, anterior al álbum, y "Fashion" en octubre, la pista homónima fue editada como sencillo en enero de 1981 en formato de vinilo y casete. El sencillo final del álbum, "Up the Hill Backwards", se lanzó en marzo de ese año. Otras canciones de este periodo, lanzadas en CD por Rykodisc, incluían ambos lados del sencillo "Alabama Song", con una nueva versión de "Space Oddity" en la cara B, que debutó en la víspera de año nuevo de 1979 en The Kenny Everett Video Show y sirvió como una "purificación realista" del número más famoso de Bowie antes de su demolición con "Ashes to Ashes"; "Crystal Japan", lado B de "Up the Hill Backwards" en el Reino Unido y un lado A con "Alabama Song" en Japón, donde además se la utilizó también para un comercial de Sake; y una nueva versión de "Panic in Detroit" de Aladdin Sane.

## Lanzamiento y resultado
RCA lanzó Scary Monsters en septiembre de 1980 con el lema promocional "Often Copied, Never Equalled" (A menudo copiado, nunca igualado), que se interpretó como una referencia directa a las bandas de New Wave que Bowie había inspirado por aquellos años. Fue muy alabado por los críticos, Record Mirror le dio una calificación de siete estrellas de cinco mientras que Melody Maker lo llamó "un paso fantástico a los 80" y Billboard consideró que "debería de ser el LP más accesible y comercialmente exitoso de Bowie en años". La colocación del álbum en el número 1 en las listas de éxitos en el Reino Unido fue la primera de Bowie desde Diamond Dogs en 1974, mientras que su colocación en el número 12 en los EE. UU. fue su más alta en los Estados Unidos desde Low, casi cuatro años atrás.
A pesar del estrellato mundial y éxito comercial que Bowie conseguiría años después, sobre todo con su siguiente álbum de estudio, Let's Dance en 1983, muchos comentaristas consideran Scary Monsters "su último gran álbum", el "punto de referencia" para cada nuevo lanzamiento. Los álbumes posteriores bien considerados como Outside, Earthling, Heathen y Reality fueron citados como "el mejor álbum desde Scary Monsters".En la última edición de la biografía musical del cantante, Strange Fascination, David Buckley sugirió que "Bowie debería etiquetar de forma preventiva su próximo álbum como 'el mejor desde Scary Monsters'.
En 2000, la revista Q clasificó Scary Monsters en el lugar número 30 en su lista de los 100 más grandiosos álbumes británicos. En 2002 Pitchfork Media lo colocó en el número 93 en su listado top 100 de álbumes de la década de 1980. En 2012, la revista Slant listó el álbum en el N°27 de su lista de "Mejores álbumes de la década de 1980" diciendo: "Bowie refrena la experimentación de su trilogía de Berlín y canaliza esos ritmos de sintetizador y guitarras fuera de serie en una de los álbumes pop más extravagantes de la década". En 2013, NME clasificó al álbum en el número 381 en su lista de los 500 mejores álbumes de todos los tiempos. 

## Reediciones
El álbum se ha vuelto a publicar cinco veces hasta la fecha en CD. Fue lanzado por primera vez en CD por RCA Records a mediados de la década de 1980. Un segundo lanzamiento de CD, en 1992 por Rykodisc y EMI Records, contenía cuatro pistas adicionales. Un lanzamiento de CD de 1999 de EMI/Virgin, sin pistas adicionales, presentó un sonido digitalmente remasterizado de 24 bits. El álbum fue relanzado en 2003 por EMI como un Super Audio CD. En 2017, el álbum fue remasterizado para la caja recopilatoria A New Career in a New Town (1977-1982) lanzada por Parlophone. Fue lanzado en CD, vinilo y formatos digitales, como parte de esta compilación y luego por separado al año siguiente. 

## Lista de canciones
Todas las canciones escritas por David Bowie, excepto donde se indica. 
Lado A
| N.º | Título                                             | Duración |  |
| 1.  | «It's No Game (No. 1)» (David Bowie, Hisahi Miura) | 4:15     |  |
| 2.  | «Up the Hill Backwards»                            | 3:13     |  |
| 3.  | «Scary Monsters (and Super Creeps)»                | 5:10     |  |
| 4.  | «Ashes to Ashes»                                   | 4:23     |  |
| 5.  | «Fashion»                                          | 4:46     |  |

Lado B
| N.º | Título                        | Duración |  |
| 6.  | «Teenage Wildlife»            | 6:51     |  |
| 7.  | «Scream Like a Baby»          | 3:35     |  |
| 8.  | «Kingdom Come» (Tom Verlaine) | 3:42     |  |
| 9.  | «Because You're Young»        | 4:51     |  |
| 10. | «It's No Game (No. 2)»        | 4:22     |  |

Bonus Tracks (1992 Rykodisc/EMI)
| N.º | Título                                                               | Escritor(es)               | Duración |  |
| 1.  | «Space Oddity» (Single B-side, rerecorded acoustic version, 1979)    |                            | 4:47     |  |
| 2.  | «Panic in Detroit» (Rerecorded version, 1979, previously unreleased) |                            | 3:00     |  |
| 3.  | «Crystal Japan» (Japanese single A-side, 1979)                       |                            | 3:08     |  |
| 4.  | «Alabama Song» (UK single A-side, recorded 1978)                     | Bertolt Brecht, Kurt Weill | 3:51     |  |

## Personal
- David Bowie - voz, teclados, coros, saxofón
- Dennis Davis - percusión
- George Murray - bajo
- Carlos Alomar - guitarras

### Músicos adicionales
- Chuck Hammer – sintetizador de guitarra en "Ashes to Ashes" y "Teenage Wildlife".
- Robert Fripp – guitarra en "Fashion", "It's No Game", "Scary Monsters (and Super Creeps)", "Kingdom Come", "Up the Hill Backwards" y "Teenage Wildlife".
- Roy Bittan – piano en "Teenage Wildlife", "Ashes to Ashes" y "Up the Hill Backwards".
- Andy Clark – sintetizador en "Fashion", "Scream Like a Baby", "Ashes to Ashes" y "Because You're Young".
- Pete Townshend – guitarra en "Because You're Young".
- Tony Visconti – guitarra acústica en "Scary Monsters (and Super Creeps)" y "Up the Hill Backwards", coros.
- Lynn Maitland – coros
- Chris Porter – coros
- Michi Hirota – voz en "It's No Game (No. 1)"

### Producción
- David Bowie, Tony Visconti - Producción e ingeniería
- Larry Alexander, Jeff Hendrickson - asistencia de ingeniería
- Peter Mew, Nigel Reeve - masterización

## Posicionamiento

### Álbum
| Año  | Listas                                    | Posición |
| ---- | ----------------------------------------- | -------- |
| 1980 | French Albums (SNEP) Albums Chart         | 1        |
| 1980 | Australian Kent Music Report Albums Chart | 1        |
| 1980 | UK Albums Chart                           | 1        |
| 1980 | New Zealand Albums (RIANZ) Albums Chart   | 1        |
| 1980 | Billboard Pop Albums                      | 12       |
| 1980 | Norway Albums Chart                       | 3        |
| 1980 | Austria Albums Chart                      | 20       |
| 1980 | Swedish Albums Chart                      | 4        |

### Sencillos
| Año  | Sencillo                            | Listas                | Posición |
| ---- | ----------------------------------- | --------------------- | -------- |
| 1980 | "Ashes to Ashes"                    | UK Singles Chart      | 1        |
| 1980 | "Ashes to Ashes"                    | Australia             | 3        |
| 1980 | "Ashes to Ashes"                    | Noruega               | 3        |
| 1980 | "Fashion"                           | UK Singles Chart      | 5        |
| 1980 | "Fashion"                           | Billboard Pop Singles | 70       |
| 1980 | "Fashion"                           | Noruega               | 9        |
| 1981 | "Scary Monsters (and Super Creeps)" | UK Singles Chart      | 20       |
| 1981 | "Up the Hill Backwards"             | UK Singles Chart      | 32       |

## Certificaciones
| Organización      | Nivel | Fecha                    |
| ----------------- | ----- | ------------------------ |
| BPI - Reino Unido | oro   | 17 de septiembre de 1980 |